# Pheidologeton silenus
Pheidologeton silenus é uma espécie de formiga do gênero Pheidologeton, pertencente à subfamília Myrmicinae.